# 스포르팅 크리스탈
스포르팅 크리스탈(Sporting Cristal)은 페루 리마를 연고로 하는 축구팀이다. 이 팀은 1955년에 창단되었으며, 현재 페루 프리메라 디비시온에 소속되어 있다.

## 선수 명단

### 현역
참고: FIFA 자격 규정에 따라 소속된 국가대표팀 국기를 표시합니다. 선수는 복수의 FIFA 비회원국 국적을 가지고 있을 수 있습니다.
| 번호 | 포지션 | 국적     | 이름              |
| ---- | ------ | -------- | ----------------- |
| 7    | FW     |          | 산티아고 곤잘레스 |
| 9    | FW     | 우루과이 | 마틴 카우테루치오 |
| 19   | MF     | 페루     | 요시마르 요툰     |

| 번호 | 포지션 | 국적 | 이름              |
| ---- | ------ | ---- | ----------------- |
| 55   | MF     |      | 구스타보 카조나티 |

## 역대 감독
| 감독            | 임기        |
| --------------- | ----------- |
| 발지르 페헤이라 | 1962 ~ 1963 |
| 발지르 페헤이라 | 1967 ~ 1968 |
| 호르헤 삼파올리 | 2007        |